# Maurice Redon
Maurice Redon (Albertville, 20 febbraio 1905 – Parigi, 29 maggio 2000) è stato un generale francese, che operò prevalentemente in ambito coloniale. Nel 1942 entrò nelle file della resistenza ricoprendo vari incarichi, tra cui quello di comandante delle Forces françaises de l'intérieur (FFI) operanti nel sud-ovest del Tarn, fino alla fine del conflitto. Mandato nuovamente in Indocina, fu comandante della Dinassaut 2 e, tra il 1951 e il 1953 delle forze armate francesi in Laos. Nel 1954 rientrò a Parigi promosso generale di brigata ed assunse l’incarico di capo di gabinetto del Ministro per i territori d’oltre mare Robert Buron, mantenendo tale incarico anche sotto il suo successore Henry Laforest. Dopo un breve periodo in Algeria, tra il 16 dicembre 1957 e il 14 maggio 1959 ricoprì l'incarico di comandante dell’ALAT e poi quello di comandante delle forze armate francesi di stanza in Africa Occidentale.

## Biografia
Nacque il 20 febbraio 1905  ad Albertville (dipartimento della Savoia), e arruolatosi nell’Armée de terre entrò come allievo all’École spéciale militaire de Saint-Cyr (Promotion du Rif) da cui uscì con il grado di sottotenente, assegnato all’arma di artiglieria, precialità coloniale. Assegnato all’Armée coloniale fi di stanza dapprima in Indocina, dove operò come ingegnere geografico, e poi in Africa e in Madagascar fino al 1938, quando rientrò in Patria. Dopo lo scoppio della seconda guerra mondiale 1940, operò sul fronte occidentale, venendo catturato dai tedeschi al termine della battaglia di Francia. Evaso dalla prigionia, nel 1942 entrò nelle file della resistenza con il grado di tenente colonnello, divenendo capo dei corpi franchi operanti nella regione del Tarn. 
Assunto il comando della Brigata di Tolosa, nel maggio 1944 diviene comandante delle Forces françaises de l'intérieur (FFI) operanti nel sud-ovest della Tarn. Dopo lo sbarco in Provenza (Operazione Dragoon) delle forze alleate, il 15 giugno 1944, organizzò il trasferimento dei 127.000 membri della FFI in seno al 2e Corps della 1re Armée francese, allora al comando del futuro Maresciallo di Francia Jean de Lattre de Tassigny. Organizzò inoltre un piano per impedire ai tedeschi il sabotaggio generalizzato delle industrie e degli obiettivi sensibili che si trovavano nel sud della Francia. Dopo la guerra la sua carriera militare proseguì brillantemente, prestando servizio nuovamente in Indocina, dove nel 1948 fu comandante della Dinassaut 2, e tra il 1951 e il 1953 fu comandante delle forze francesi di stanza nel Laos.  Nel 1954 rientrò a Parigi, dove venne promosso generale di brigata ed assunse l’incarico di capo di gabinetto del Ministro per i territori d’oltre mare Robert Buron. Conservò il suo incarico anche dopo la caduta del governo presieduto da Pierre Mendès France, rimpiazzato da Edgar Faure, e la sostituzione di Buron con Henry Laforest.
Dopo le elezioni del 1956, e con l’aggravarsi della guerra d'Algeria, ritornò in colonia per assumere l’incarico di comandante della zona militare di Costantina Est.  Il 16 dicembre 1957 fu nominato comandante dell’ALAT in sostituzione del generale Paul Lejay, mantenendo questo incarico fino al 14 maggio 1959 quando fu sostituito dal generale François Lemasson. In quello stesso anno fu nominato comandante delle forze armate francesi di stanza in Africa Occidentale. 
Nel novembre 1962, dietro suo domanda, fu posto anticipatamente in pensione, e si spense a Parigi lunedì 29 maggio del 2000.

## Pubblicazioni
- Ne pas subir,[4] in collaborazione con Elisabeth du Réau, André Kaspi, Marc Michel, Guy Pédroncini,  Plon, Paris, 1984.[N 3]
- Souvenirs de la résistance dans le département du Tarn.

### Annotazioni
1. ↑  Per giustificare i frequenti spostamenti da un luogo all'altro riprese la funzione di geografo.
2. ↑  Alcuni degli ufficiali che avevano operato durante la guerra d’Indocina, in particolare il colonnello Godard che era uno stretto collaboratore del generale Jacques Massu, lo consideravano uno dei responsabili della perdita dell'Indocina.
3. ↑  Si tratta della pubblicazione di una serie di lettere del Maresciallo de Lattre de Tassigny, scelte dal suo archivio privato.

### Fonti
1. 1 2 3 4  Kedward 1993, p. 285.
2. 1 2  (FR) Christian Malcros, Commandants de l'ALAT, su alat.fr. URL consultato il 29 aprile 2018 (archiviato dall'url originale il 13 settembre 2017)..
3. 1 2 3 4 5 6 7 8 9 10 11 12 13  Wordpress.
4. ↑  Girault, Frank 1988, p. 319.

### Periodici
- Paolo Gianvanni, Alla ricerca di un COIN in Algeria, in Rivista Italiana Difesa, n. 1, Chiavari, Giornalistica Riviera Soc. Coop., gennaio 2018,  pp. 76-91.